# Campionato di calcio della Repubblica Socialista Sovietica d'Estonia 1956
Il campionato 1956 era la massima divisione del campionato estone ed era un campionato regionale sovietico. La vittoria finale andò al BLTSK che vinse il quinto titolo della sua storia.

## Formula
Era formato da nove squadre: ogni formazione si incontrava le altre in gironi di andata e ritorno, per un totale di 16 incontri.

## Classifica finale
|                       | Pos. | Squadra          | Pt | G  | V  | N | P  | GF | GS | DR  |
| --------------------- | ---- | ---------------- | -- | -- | -- | - | -- | -- | -- | --- |
| RSS Estone (bandiera) | 1    | BLTSK            | 26 | 16 | 13 | 0 | 3  | 65 | 16 | +49 |
|                       | 2.   | Spartak Tallinn  | 25 | 16 | 12 | 1 | 3  | 41 | 14 | +27 |
|                       | 3.   | Kalev Narva      | 24 | 16 | 12 | 0 | 4  | 45 | 18 | +27 |
|                       | 4.   | Kalev Tallinn    | 15 | 16 | 6  | 3 | 7  | 29 | 31 | -2  |
|                       | 5.   | Dünamo Tartu     | 14 | 16 | 6  | 2 | 8  | 31 | 31 | +0  |
|                       | 6.   | Kalev Rakvere    | 12 | 16 | 5  | 2 | 9  | 25 | 45 | -20 |
|                       | 7.   | Kalev Pärnu      | 12 | 16 | 6  | 0 | 10 | 23 | 49 | -14 |
|                       | 8.   | Kalev Järvakandi | 11 | 16 | 5  | 1 | 10 | 18 | 29 | -9  |
|                       | 9.   | Kalev Kiviõli    | 5  | 16 | 1  | 3 | 12 | 14 | 58 | -44 |

### Verdetti
- BLTSK campione della Repubblica Socialista Sovietica d'Estonia 1956